# Onthophagus rudis
Onthophagus rudis là một loài bọ cánh cứng trong họ Bọ hung (Scarabaeidae).